# فرانكو فلوريس (لاعب كرة قدم)
فرانكو فلوريس (بالإسبانية: Franco Daniel Flores)‏ هو لاعب كرة قدم أرجنتيني، ولد في 9 يوليو 1987 في لا ريوخا في الأرجنتين. لعب مع جيمناسيا لابلاتا.

## وصلات خارجية
- فرانكو فلوريس (لاعب كرة قدم) على موقع قاعدة بيانات كرة القدم.إي يو (الإنجليزية)
- فرانكو فلوريس (لاعب كرة قدم) على موقع قاعدة بيانات كرة القدم.إي يو (الإنجليزية)
- فرانكو فلوريس (لاعب كرة قدم) على موقع Soccerway.com (الإنجليزية)